# 淺沼海
淺沼 海（あさぬま かい、11月16日 - ）は、日本の女性声優。東京都・八丈島出身。オフィス・ティービー所属。

## 出演

### 吹替え・ナレーション
- 「ケーブルテレビショウ」フェリックス役
- 「2011 静岡県中学校フェア」
- 「進研ゼミ・学習講座」ハヤトくん役
- 「セキスイハイム・世界の庭師」 ラジオCM
- 「ダイハツ・Cエコカー免税対象車 (ショッパー)篇」
- 「Panasonic・お部屋ジャンプリンクにおまかせ  ケヴィン役
- 「キッコーマン・うちのごはん」
- 「小学館・オールコミックスフェア小コレ！ 2017～ 2018」 TVCMナレーション
- 「サーティワンアイスクリー厶・デコケーキ「世界にひとつの」サーティワン TVCMナレーション

### ゲーム
- 誰ガ為のアルケミスト
- パズルオブエンパイア 陸遜役 ヴァスコ・ダ・ガマ役

### 映像
- 角川映画 ｢虚々実実｣
- 服部製作所「夢煙テーブル｣
- 一正蒲鉾株式会社「うな次郎動画」一緒にダンス
- 「ゆめいっぱい2021／有馬ゆみこ」 MV出演[1]
- フジテレビ 「今夜はナゾトレ」 インサートVTR出演